# محمدامین ریاحی
محمدامین ریاحی (۱۱ خرداد ۱۳۰۲ – ۲۵ اردیبهشت ۱۳۸۸) ادیب، تاریخ‌نگار، و سیاستمدار معاصر ایرانی، پدیدآورندهٔ آثار پژوهشی در زمینهٔ فرهنگ ایرانی، ادبیات فارسی، فردوسی و شاهنامه، حافظ، و تاریخ ایران است.

تصویری از استاد محمدامین ریاحی

## زندگی
محمدامین ریاحی در یازدهم خرداد ۱۳۰۲ در خوی در یکی از خاندان‌های قدیمی شهر متولد شد. نیاکان او از دوران صفوی و پیش از آن مناصب کشوری و لشکری داشتند و پدرش، میرزا بزرگ‌خان ریاحی، از اعیان خوی بود. در پنج‌سالگی در خوی به مکتب رفت و دو سال پس از آن، تحصیلات ابتدایی را در دبستان خسروی خوی آغاز کرد. دوره اول متوسطه را در دبیرستان خسروی خوی گذراند و در ۱۳۱۸ برای تحصیل در دوره دوم متوسطه رهسپار ارومیه شد، اما با آغاز جنگ جهانی دوم و بروز ناآرامی‌ها در آن منطقه ناگزیر از بازگشت به خوی شد. یک سال پس از آن در مهر ۱۳۲۱ تحصیل در دانشسرای مقدماتی در تهران را آغاز کرد. سپس به ادامهٔ تحصیل در دانشسرای عالی و دانشکدهٔ ادبیات دانشگاه تهران پرداخت.
طی دورهٔ تحصیل در دانشکدهٔ ادبیات، از درس‌های نسل اول استادان برجستهٔ این دانشگاه از جمله بدیع‌الزمان فروزانفر، عباس اقبال آشتیانی، محمّدتقی بهار، احمد بهمنیار، عبدالعظیم قریب و ابراهیم پورداود بهره گرفت. در سال ۱۳۲۷ دورهٔ لیسانس زبان و ادبیات فارسی را به پایان رساند و دو دانشنامه لیسانس علوم تربیتی و زبان و ادبیات فارسی را دریافت کرد. در همان سال تحصیل در دورهٔ دکتری را آغاز کرد. در سال ۱۳۳۷ پس از دفاع از رسالهٔ دکتری خود با موضوع «تحقیق و تصحیح مرصادالعباد نجم‌الدین رازی» به راهنمایی بدیع الزمان فروزانفر، درجهٔ دکتری در زبان و ادبیات فارسی گرفت. به نوشته محمدعلی اسلامی ندوشن، وی «یکی از آخرین کسان از نسل ادبای معتبر بود… که طی شصت سال در صحنهٔ فرهنگ ایران حضور داشت و هرچه نوشت دقیق و قابل اعتماد بود.»
دوران تحصیل دانشگاهی او مقارن با سالهای پایان جنگ جهانی دوم بود که ارتش اتحاد جماهیر شوروی استان آذربایجان را اشغال کرده و دولت خودمختار توسط فرقه دموکرات در آنجا تشکیل داده بود. در ۱۳۲۴ ریاحی همراه با گروهی از جداشدگان از حزب ایران و مخالفان اشغال آذربایجان، در تشکیل حزب وحدت ایران شرکت کرد. پس از آزادی آذربایجان، این حزب در ۱۳۲۶ با احزاب دیگر درآمیخت، اما ریاحی دیگر تا پایان عمر عضو هیچ حزب سیاسی نشد، هرچند در جنبش ملی شدن صنعت نفت و پس از آن، هوادار دکتر محمد مصدق بود و با بعضی از اعضای جبهه ملی دوستی داشت. در وقایع آذربایجان، محمدامین ریاحی گذشته از اینکه سردبیر روزنامه شفق، ارگان حزب وحدت ایران بود، با نشر اشعار شورانگیز و مقاله‌های خود در روزنامه‌هایی چون کیهان در تهران و اختر شمال در تبریز، در راه آزادی آذربایجان کوشید. در ۱۳۲۵ مجموعه شعرهای خود را دربارهٔ آذربایجان در کتابچه‌ای با عنوان در راه نجات آذربایجان با هزینه شخصی در تهران منتشر کرد.
محمدامینِ ریاحی از سال ۱۳۲۷ که آغاز کار او در فرهنگ بود، به مدت پنج سال در اجرای تعهد تدریس خود در دبیرستان حکیم نظامی قم، و سپس دبیرستانهایی در قزوین و گرگان تدریس کرد و همچنین ریاست دانشسرای گرگان را (تا ۱۳۳۲) عهده‌دار شد. طی سالهای بعد تا پایان دهه ۱۳۳۰ در دبیرستانهای تهران تدریس کرد. در همان سال‌ها هفته‌نامه کیهان فرهنگی (برای معلمان) را بنیاد نهاد که انتشار آن تا خرداد ۱۳۳۵ ادامه یافت.
از سال ۱۳۲۷ عضو هیئت مدیرهٔ جامعهٔ لیسانسیه‌های دانشسرای عالی بود. در ۱۳۳۴ به عضویت کمیسیون قوانین در وزارت فرهنگ انتخاب شد و طی سالهای بعد برای همسان‌سازی پایه حقوق معلمان با سایر کارمندان دولت کوشید، تا سرانجام طرح ترمیم حقوق فرهنگیان در مجلس شورای ملی تصویب شد.
از سال ۱۳۳۵ به دعوت دکتر محمد معین به مدت پنج سال عضو هیئت مؤلفان لغت‌نامه دهخدا بود. در این دوره تألیف و تدوین حرف سین لغت‌نامه را به انجام رساند.
در ابتدای سال ۱۳۴۰ عهده‌دار مدیرکلی وزارت فرهنگ شد، و در مدت سه سال در پرتو تجربه‌هایی که طی سال‌های تدریس دبیرستانی از وضعیت نابسامان کتاب‌های درسی داشت، طرح سامان‌دهی و یکنواخت‌سازی کتاب‌های درسی دبیرستانی را به اجرا درآورد. هدف این طرح، خارج ساختن کتاب‌های درسی از میدان رقابت ناسالم ناشران و مؤلفان، قرار دادن کار تألیف و چاپ کتاب‌های درسی دبیرستانی در اختیار وزارت فرهنگ، و انتشار کتاب‌های درسی دبیرستانی با کیفیت مناسب بود.
ضرورت اجرای چنین طرحی از آنجا پیش آمد که پس از اشغال ایران توسط متفقین با کاهش درآمد دولت، وزارت فرهنگ نیز در پی کاهش مسئولیت خود برآمد و از سال ۱۳۲۴ تألیف کتاب‌های درسی دبیرستانی را آزاد اعلام کرد. این آزادسازی در طی دو دهه نابسامانی‌های فراوانی به وجود آورده بود که از آن جمله نابرابری کیفیت و کمیت کتابها، گرانی قیمت عرضه، دسته‌بندی‌های ناشران و مؤلفان و اعمال نفوذ در وزارت فرهنگ، و ایجاد بازار سیاه کتاب بود.
طرح کتاب‌های درسی با وجود مخالفت‌ها و دخالت‌های گسترده ناشران و مؤلفان ذی‌نفع در تهیه و چاپ کتاب‌های درسی، طی چند مرحله به اجرا درآمد، و نهایتاً در سال ۱۳۴۲ با تأسیس سازمان کتاب‌های درسی وابسته به وزارت فرهنگ (بعداً وزارت آموزش و پرورش) برای تألیف کتاب‌های درسی جدید، موجبات ارتقای کیفیت آموزش دبیرستانی را فراهم آورد. محمدامین ریاحی ضمن چند مقاله در ماهنامهٔ آموزش و پرورش و نیز در مقاله‌ای با عنوان ماجرای کتاب‌های درسی (۱۳۷۷) شرحی از اقدامات خود در وزارت فرهنگ را در آن دوره آورده‌است.
محمدامینِ ریاحی طی سال‌های بعد عهده‌دار چندین سمت فرهنگی از جمله رایزنی فرهنگی ایران در کشور ترکیه و تدریس در دانشگاه آنکارا (از ۱۳۴۲)، نیابت ریاست فرهنگستان ادب و هنر ایران ایران، ریاست بنیاد شاهنامه فردوسی (از ۱۳۵۴)، ریاست دانشکده هنرهای دراماتیک، مشاور وزیر فرهنگ و هنر، و وزارت آموزش و پرورش (۱۳۵۷) بود.
در سال ۱۳۵۰ مسئولیت دبیرکلی هیئت امنای کتابخانه‌های عمومی کشور را به عهده گرفت و طی چند سال ساختار کتابخانه‌های عمومی کشور را به وجود آورد. در این دوره طرح‌های احداث سیصد کتابخانه عمومی وسیع و مجهز را در تمام مناطق کشور آغاز کرد، و برای تأمین کتابداران آموزش‌دیده برای کتابخانه‌های عمومی برنامه‌ریزی کرد. از دیگر اقدام‌های ماندگار مدیریت او در آن دوره، تهیه و اجرای طرح حمایت از مؤلفان و ناشران توسط نهاد کتابخانه‌های عمومی کشور بوده‌است که در چارچوب آن کتاب‌های جدید ناشران برای کتابخانه‌های عمومی سراسر کشور خریداری می‌شود.
محمدامین ریاحی در ۲۵ اردیبهشت ۱۳۸۸ در ۸۵ سالگی در تهران درگذشت.

## پژوهش‌های ادبی و تاریخی
از مشهورترین تألیفات محمدامین ریاحی می‌توان به «سرچشمه‌های فردوسی‌شناسی»، «گلگشت در شعر و اندیشه حافظ»، «تاریخ خوی» و «زبان و ادب فارسی در قلمرو عثمانی» اشاره کرد که از نظر اصالت و دقت نظرهای ابرازشده مورد توجه ادب‌شناسان قرار داشته‌است. آثار محمدامین ریاحی در حوزه شناسایی و تصحیح متون کهن فارسی، و کوشش‌های او در این زمینه همچون مرصادالعباد، نزهةالمجالس، شش فصل علاوه بر آن‌که راهگشای پژوهندگان متون فارسی از نظر روش تحقیق و تصحیح بوده، با توجه به یافته‌های تحقیقی ارائه‌شده در مقدمه‌ها و تعلیقات همواره مورد استفاده و استناد پژوهشگران در حوزه‌های ادب و تاریخ و فرهنگ ایران قرار داشته‌است.
فصل مهمی از فعالیت‌های علمی و پژوهشی محمدامین ریاحی مربوط به شاهنامه و فردوسی بوده‌است. بنیاد شاهنامه فردوسی بنابر طرح پیشنهادی وی به وزارت فرهنگ و هنر تأسیس شد و او علاوه بر تهیهٔ اساسنامهٔ بنیاد شاهنامه، از ابتدای تشکیل بنیاد در سال ۱۳۵۰ عضویت هیئت امنای آن را داشت. در سال ۱۳۵۴ جانشین مجتبی مینوی در سمت ریاست علمی بنیاد شد. از آن هنگام تا زمان توقف فعالیت در پایان سال ۱۳۵۷ فعالیت‌های بنیاد شاهنامه در زمینهٔ گردآوری نسخه‌های خطی شاهنامه و ویرایش و انتشار بخش‌هایی از متن شاهنامه شتاب بیشتری یافت. در آبان ۱۳۵۶ به دعوت او نخستین مجمع علمی بحث دربارهٔ شاهنامه با حضور تعدادی از محققان برجسته در بندرعباس تشکیل شد که برگزیده‌ای از گفتارهای این مجمع تحت عنوان «شاهنامه‌شناسی» سال بعد منتشر شد. محمدامین ریاحی در سال ۱۳۶۹ موجبات تجدید چاپ شاهنامه ژول مول را که هنوز از ویرایش‌های معتبر شاهنامه به‌شمار می‌آمد فراهم آورد و مقدمه‌ای جامع بر آن نوشت.
در مقاله «سال‌شماری زندگی فردوسی و سیر تدوین و تکمیل شاهنامه» که در سال ۱۳۷۱ انتشار یافت برپایه اشاره‌های موجود در متن‌های کهن به زندگی فردوسی و نیز با تکیه بر بیت‌هایی از شاهنامه سال‌شماری دقیقی از رویدادهای زندگی فردوسی تا آنجا که منابع امکان می‌داد فراهم آورد.
چندی بعد در ۱۳۷۲ یکی از مهمترین آثار پژوهشی او «سرچشمه‌های فردوسی‌شناسی، مجموعه نوشته‌های کهن دربارهٔ فردوسی، شاهنامه و نقد آنها» منتشر شد. در این اثر مرجع، وی با بررسی منابع قدیم فارسی آنچه را با زندگی فردوسی پیوند دارد، همراه با بررسی انتقادی و به ترتیب تاریخی، آورده‌است. مقدمه جامع این کتاب که خود رساله‌ای در فردوسی‌شناسی است، پرتوهای تازه‌ای بر زندگی فردوسی می‌افکند و دربردارندهٔ آگاهی‌های بسیاری دربارهٔ آفریننده شاهنامه‌است. اما مشهورترین کوشش ریاحی در راه شناخت شاهنامه و فردوسی، تألیف کتاب «فردوسی: زندگی، اندیشه و شعر او» است که اولین بار در ۱۳۷۵ انتشار یافته و به اعتقاد بسیاری از صاحب‌نظران بهترین اثر عمومی در معرفی فردوسی و شاهنامه‌است.
کتاب «گلگشت در شعر و اندیشه حافظ» مجموعه‌ای از چند مقالهٔ ریاحی دربارهٔ شعر حافظ است که می‌توان یکی از مهمترین آن‌ها را مقالهٔ «این رباعی‌ها از حافظ نیست»، دانست و مقالهٔ بسیار جذابی نیز دربارهٔ مصراع «دو یار زیرک و از باده کهن دو منی» دارد. ریاحی در این کتاب به بسیاری از مشکلات ریز لغوی اشعار حافظ پرداخته و توضیحاتی که دربارهٔ اشعار حافظ داده با اتکا و استناد به نمونه‌های دقیقی از متون معاصر حافظ، پیش از حافظ و برخی متون جنبی مانند مفتاح‌المعاملات و جهان‌نامه است. مقالهٔ «باد جوی مولیان» یکی دیگر از مقالات جذاب این مجموعه است و در آن با استفاده از تضمین حافظ از مصراعی از رودکی، توضیح داده‌شده‌است که چرا ضبط «باد جوی مولیان» بر ضبط مشهور «بوی جوی مولیان» ارجحیت دارد.
از سال ۱۳۱۸ که اولین مقاله به قلم محمدامینِ ریاحی در مجله ارمغان به چاپ رسید، طی بیش از شصت سال مقاله‌های پژوهشی او در نشریه‌های تحقیقی، و نیز در یادنامه‌های بزرگان ادب و فرهنگ ایران منتشر شد. گزیده‌ای از این مقاله‌ها با عنوان چهل گفتار در ادب و تاریخ و فرهنگ ایران در سال ۱۳۷۹ به چاپ رسید. از فعالیت‌های مطبوعاتی او سردبیری هفته‌نامه مهرگان (ارگان جامعه لیسانسیه‌های دانشسرای عالی)، مدیریت هفته‌نامه کیهان فرهنگی (برای معلمان)، ماهنامه آموزش و پرورش (نشریهٔ وزارت فرهنگ)، و فصلنامه سیمرغ (نشریه بنیاد شاهنامه) را می‌توان نام برد.
در سال ۱۳۳۷ محمدامینِ ریاحی ضمن مقاله‌ای که در مجله یغما انتشار داد، مدفن فراموش‌شده شمس تبریزی را در شهر خوی بازشناسی کرد و طی تحقیقات بعدی با ارائه شواهد تاریخی قطعی، واقع بودن مدفن شمس تبریزی را در این محل به اثبات رساند. از آن پس مزار شمس تبریزی در خوی توسط غالب محققان شناخته شد، و بازسازی محوطه تاریخی مزار شمس تبریزی از دهه ۱۳۷۰ در دستور کار مسئولان قرار گرفت.

## رویکرد به زبان فارسی و فرهنگ ایرانی
از رهگذر بررسی آثار ریاحی می‌توان چند مؤلفهٔ برجسته را در اندیشهٔ او دریافت کرد؛ محوریت فرهنگ ایرانی و زبان فارسی؛ به گونه‌ای که با وجود ارتباط قسمتی از پژوهش‌های ریاحی با حوزهٔ عثمانی، دغدغهٔ عمدهٔ او در این پژوهش‌ها، زبان فارسی و گسترهٔ نفوذ فرهنگ ایران است. ریاحی با این که تعلق خاطر مشخصی به متون کهن فارسی دارد، یکی از نمایندگان پیشرو نگرشی است که به درک معتدلی از ضرورت بازاندیشی در زبان فارسی باور داشت. ریاحی توانست نسبت متعادلی میان اهمیت و اصالت زبان متون کهن و ضرورت بازاندیشی در زبان فارسی برای پاسخ به مقتضیات زمانه برقرار کند.
بررسی کارنامهٔ علمی ریاحی نشان می‌دهد مؤلفهٔ برجستهٔ پژوهش‌های وی، فرهنگ ایرانی و زبان فارسی است. البته وجه صرفاً ادبی بر پژوهش‌های او مسلط نیست و در پژوهش‌هایی که سویهٔ ادبی دارند ریاحی یا به مقتضای بحث به سراغ تاریخ رفته یا به پژوهش‌گران قابلیت برخی متون کهن یا اشعار را برای پژوهش در تاریخ اجتماعی ایران متذکر شده‌است.
در آثار ریاحی می‌توان این مشخصه‌ها را دریافت: نخست، تأکید بر زبان فارسی و بررسی آن در گسترهٔ جغرافیایی فراتر از ایران همچون آناتولی؛ دوم، استمرار فرهنگ ایرانی در قالب‌های مختلف و تلاش برای نشان دادن این استمرار؛ سوم، تأکید بر عوامل بیرونی در تاریخ میانهٔ ایران، به‌ویژه هجوم‌های مکرر ترک‌ها و مغولان و تأثیر و پیامد آن بر تاریخ، فرهنگ و زبان ایران؛ چهارم، تلاش برای نشان دادن آذربایجان به عنوان قسمتی از بدنهٔ کهن و تاریخی ایران؛ پنجم، تأکید بر ضرورت احیای متون کهن و توجه به دستاوردهای زبان فارسی و در عین حال تأکید بر ساده‌نویسی، ضرورت بازاندیشی در زبان فارسی با تکیه بر متون کهن و اقدامات جدیدی چون غنی کردن آن از راه‌هایی چون فرهنگستان زبان و ادب فارسی.